# Synchiropus delandi
Synchiropus delandi — вид небольших ярко окрашенных рыб из семейства лировых (Callionymidae). Максимальная длина тела 15,7 см. Обитает на западе Центральной части Тихого океана (Индонезия). Есть сообщения о находке этих рыб с Филиппин. Морской батидемерсальный вид, живущий на глубине до 476 м. Охранный статус вида не оценивался, он безвреден для человека, объектом промысла не является.